# (7800) Zhongkeyuan
(7800) Zhongkeyuan est un astéroïde de la ceinture principale.

## Description
(7800) Zhongkeyuan est un astéroïde de la ceinture principale. Il fut découvert le 11 mars 1996 à la station de Xinglong par le programme Beijing Schmidt CCD Asteroid Program. Il présente une orbite caractérisée par un demi-grand axe de 2,23 UA, une excentricité de 0,13 et une inclinaison de 3,3° par rapport à l'écliptique.

## Compléments